# Гребенцов, Павел Анатольевич
Па́вел Анато́льевич Гребенцо́в (род. 10 июня 1981, Ташкент) — российский борец греко-римского стиля, общественный деятель, мастер спорта России международного класса по спортивной борьбе (греко-римская борьба).

## Биография
Греко-римской борьбой начал заниматься в 1992 году в Ташкенте в спортивном клубе «Спартак» под руководством тренеров Валерия Николаевича Ема, Андрея Валерьевича Нагорного и Гайрата Абдуллаева. В 2002—2004 годы — член сборной России по греко-римской борьбе. С 2002 по 2005 год проходил воинскую службу в Центральном спортивном клубе Армии (ЦСКА, Москва).
В 2011 году окончил Сибирскую академию государственной службы по специальности «Государственное и муниципальное управление», в 2018 — магистратуру Российской академии народного хозяйства и государственной службы при Президенте Российской Федерации по специальности «Государственное и муниципальное управление».

## Общественная деятельность
В 2005 году организовал и возглавил Автономную некоммерческую организацию «Спортивный Кузбасс», возродил турнир по греко-римской борьбе среди юношей, посвящённый памяти ЗМС СССР В. П. Манеева.
В 2007—2011 годы — президент Федерации греко-римской борьбы Кемеровской области. Один из учредителей АНО «Боксёрский клуб Юрия Арбачакова» (2010). С 2012 года — учредитель и руководитель АНО по поддержанию социально значимых инициатив «Содружество».
Инициировал и руководил реализацией ряда социально значимых проектов и мероприятий:
- установка мемориальной доски легендарному советскому борцу, чемпиону мира, серебряному призёру Олимпийских игр по классической борьбе Владимиру Петровичу Манееву — на фасаде Спортивной школы № 6 им. Манеева В. П. (Новокузнецк);
- присвоение бульвару в Центральном районе Новокузнецка имени Владимира Петровича Манеева;
- установка и торжественное открытие памятника В. П. Манееву на бульваре его имени (2018)[1].
- Совместно с А. О. Паниным и Д. С. Хрисоновым в 2012 году поддержал начало строительства в Новокузнецке православного храма в честь Иконы Божией Матери «Феодоровская»; строительство завершено в 2018 году.

Является председателем Новосибирского областного отделения ВФСО «Трудовые резервы» (с июня 2019).